# La coscienza di Zeno (miniserie televisiva 1966)
La coscienza di Zeno è uno sceneggiato televisivo prodotto dalla Rai e trasmesso nel 1966. Era tratto dal romanzo omonimo di Italo Svevo, adattato per il piccolo schermo dal critico e drammaturgo Tullio Kezich e da Daniele D'Anza che si occupò anche della regia televisiva.
Lo sceneggiato era articolato in tre puntate e venne trasmesso in bianco e nero nella prima serata del Secondo Programma.

## Cast
Il cast era costituito da attori di formazione teatrale, con in testa Alberto Lionello nel ruolo del protagonista Zeno Cosini, affiancato fra gli altri da Ferruccio De Ceresa, Pina Cei, Paola Mannoni.